# Jean-Yves Le Fur
Pour les articles homonymes, voir Le Fur.
Jean-Yves Le Fur, né le 27 avril 1964 à Créteil et mort le 31 mars 2024 à Neuilly-sur-Seine, est un homme d'affaires français, créateur de magazines et producteur de télévision.

## Biographie

### Carrière
Jean-Yves Le Fur devient, dans les années 1990, producteur pour TF1 et Canal +, où il produit des documentaires liés au monde de la mode. Il produit notamment avec TF1 une série sur les top models telles que Carla Bruni, Naomi Campbell, Claudia Schiffer et Karen Mulder. La série est également diffusée sur Canal+ sous le titre Haute Couture, avec notamment la réalisation de portraits croisés sur Karl Lagerfeld, Valentino Garavani, etc.
En 1997, il fonde DS Magazine, avec la journaliste Tina Kieffer. Il s'agit de l'un des premiers magazines féminins francophones traitant des sujets de société.
En 1998, il fonde Numéro[réf. nécessaire] avec l'éditrice de mode Babeth Djian, qu'il revend quelques années plus tard au groupe Alain Ayache.
La même année, Jean-Yves Le Fur lance TéléSports, dont le rédacteur en chef devait être Yannick Noah, avec qui, adolescent, il jouait au tennis à Nice. Ce magazine est arrêté après cinq numéros.
Début 2000, il crée le magazine semestriel Numéro Homme, une publication de presse mixte, alliant le monde de la mode alternative et des médias du luxe. Ce magazine a pour but de mettre en lumière des nouveaux talents, en inventant de nouveaux codes esthétiques avec comme cibles stratégiques les early adopters et trend setters. En employant un style d’écriture graphique et photographique novateur, le magazine croise le monde de la mode, de la beauté et du design. La volonté du fondateur est de sublimer les produits, de les transformer en icônes, dans une optique de luxe anti-conventionnel.
En 2003, Jean-Yves Le Fur fonde l'agence d'événementiel Mad (Made in K, filiale de K Agency du groupe HighCo) pendant deux ans, puis devenue indépendante). Cette agence de publicité est spécialisée dans la mode et le luxe, mais également productrice de défilés et d’événements. Elle se décrit comme spécialisée dans la perception quasi instinctive des marques, alliée à la connaissance des photographes, des designers, et des stylistes les plus en vue.
En 2006, il lance un service Audiotel qu’il baptise En Direct Avec, sur TF1 avec Bernard Arnault via son fonds d’investissement Europ@web (filiale de sa holding personnelle Agache SE). Ce service permet de discuter avec des célébrités ou des jockeys en appelant un numéro surtaxé.
En 2009, il devient propriétaire de l'hôtel et bar-boîte de nuit Le Montana, à proximité du Café de Flore, qu'il fait rénover luxueusement et décorer par Vincent Darré. Inauguré en 2015, l’ensemble est revendu en 2019 à un groupe hôtelier.
Il a créé plusieurs compagnies de jets privés, Air Corporate puis Avel Brao. Patrick Le Lay, Karen Mulder, Marc Newson ou Claudia Galanti sont autant de personnalités associées à ces entreprises. Elles ont, depuis, déposé le bilan.
Fin 2013, il relance, avec la complicité de Frédéric Beigbeder et de Pascal Dro, son ami d'enfance, le magazine mensuel Lui, devenu trimestriel depuis 2018, et qui deviendra un succès dès son départ avec des ventes autour des 150 000 exemplaires.

### Mort
Son ex-femme, et de nouveau compagne depuis 2022, l'actrice Maïwenn, annonce sa mort due à un cancer du pancréas, survenue le 31 mars 2024 à l'hôpital américain de Neuilly-sur-Seine,. Il est inhumé au cimetière du Père-Lachaise (division 44).

### Vie privée
Jean-Yves Le Fur a été le compagnon de la princesse Stéphanie de Monaco, de l'actrice belge Marie Gillain et du mannequin néerlandais Karen Mulder.
De 2002 à 2004 il a été marié à l'actrice et réalisatrice Maïwenn, avec qui il a eu un enfant, Diego. Ils se remarient en 2022 et restent ensemble jusqu'à la mort de ce dernier en 2024,.
En 2011, il est le témoin de mariage du mannequin Kate Moss, la compagne de Jamie Hince.
En septembre 2013, Jean-Yves Le Fur se remarie avec le mannequin polonais Małgosia Bela avant de se séparer.

## Dans la culture populaire
Jean-Yves Le Fur a inspiré plusieurs rôles au cinéma à la réalisatrice Maïwenn, dans Pardonnez-moi, joué par Yannick Soulier et Mon roi, en 2015 : l’histoire d’une jeune femme qui tombe amoureuse d’un pervers narcissique, interpété par Vincent Cassel.